# Walter Ludin (Theologe)

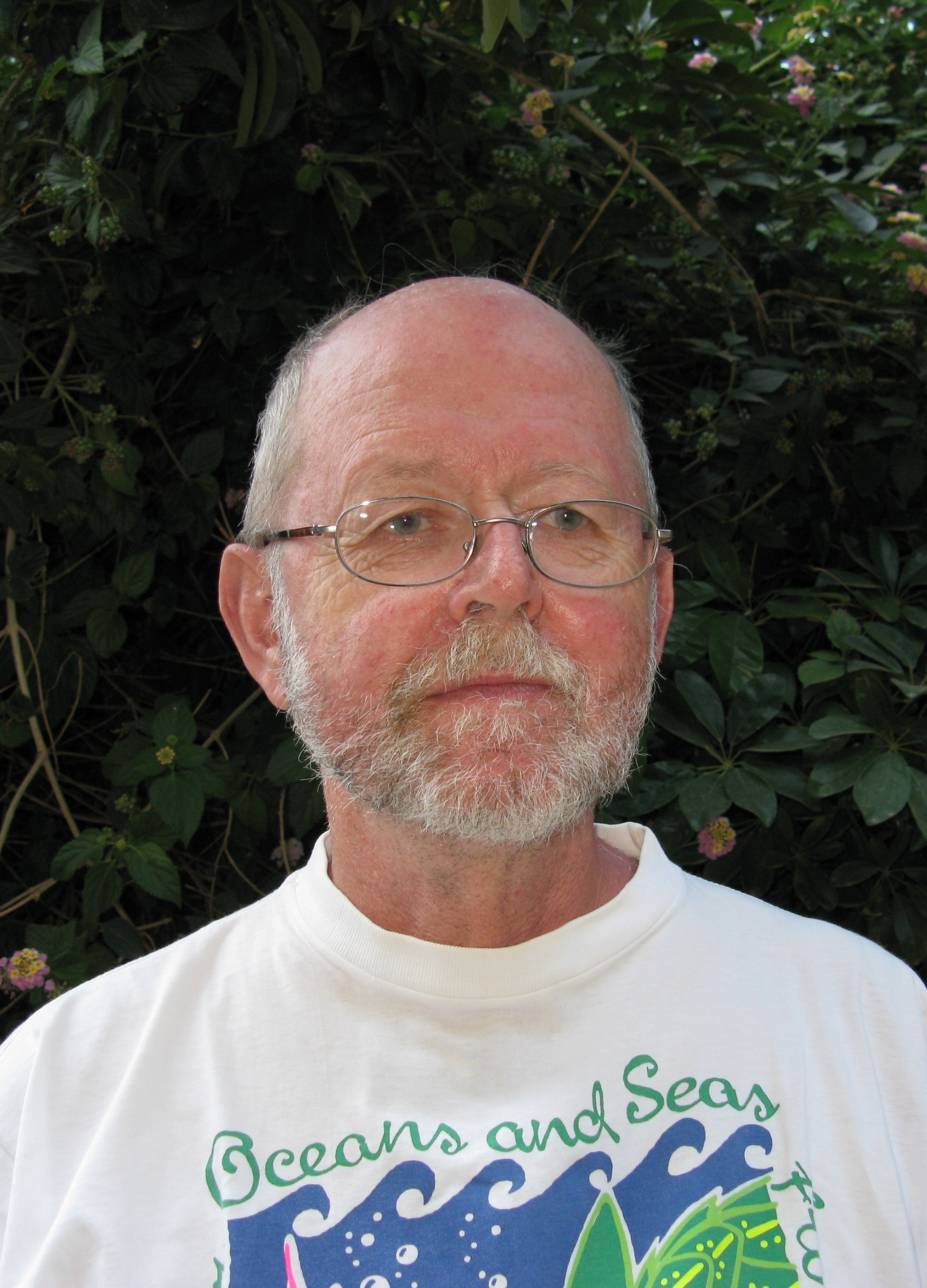
Walter Ludin Cap (2009)

Walter Ludin OFMCap (* 23. November 1945 in Grosswangen) ist ein Schweizer katholischer Theologe, Priester, freischaffender Journalist, Redaktor und Buchautor.

## Ausbildung
Walter Ludin besuchte die Gymnasien in Sursee und Stans. 1966 trat er in den franziskanischen Orden der Kapuziner ein. Studium der Theologie in der ordenseigenen theologischen Hochschule Solothurn und der Journalistik am Institut für Journalistik und Massenkommunikation der Universität Freiburg (Schweiz). 1971 wurde er zum Priester geweiht.

## Tätigkeiten
Seit 1977 lebt und wirkt Walter Ludin in Luzern als freier Journalist und Redaktor. Er war 1979–1981 Leiter der Pressestellen bei der Aktion im Dienste des Bruders / Kovive  und der Synode 72 im Bistum Basel. Er besuchte danach Interdiözesane Pastoralforen (1978 in Einsiedeln, 1981 in Lugano) und unternahm ab 1979 (in den 90er-Jahren fast jährlich) Studienreisen nach Afrika, Lateinamerika, Asien und Australien.
Er ist Redaktor des Franziskus- und Missionskalenders der Schweizer Kapuziner sowie Abschlussredaktor der Luzerner GasseZiitig. Ludin ist Vizepräsident des Vereins für die katholische Kirche auf Kreta; Mitglied des Beirates der Tagsatzung im Bistum Basel, sowie Mitglied des Medienbeirates des Zürcher Pfarrblattes forum. Bis 2019 war er zudem Redaktor der Eine-Welt-Zeitschrift ite.
Walter Ludin will in seinen Arbeiten u. a. zeigen, dass die Kirche ungeahnte Freiheiten hat, ihre Strukturen gemäss den Erfordernissen der Zeit zu gestalten.

## Werke (Auswahl)
Deutsch
- Termine der Stille: auf dem Weg zu mehr Gelassenheit; Rex Stuttgart, 1992, ISBN 3-7252-0564-7
- Männerorden in der Schweiz; Benziger, Einsiedeln 1992, ISBN 3-545-21039-1
- Wo sind die Freundbilder?: Quergedanken; Rothenhäusler, Stäfa 1994, ISBN 3-907960-63-7
- Rosen vom Kilimandscharo: Einladungen zum Nachdenken; NZN, Zürich 1998, ISBN 3-85827-124-1
- Einfach ins Blaue; Brunner, Kriens 1998, ISBN 3-905198-41-X
- Heiterer: wir alle können heilen (mit Vreny Zehnder); Schüpfheim 1999, ISBN 3-907821-10-6
- Auswertung der ökumenischen Konsultation: Berichterstattung in der Schweizerischen Kirchenzeitung; ISE, 2001
- Wenn Mägde prophetisch reden: Gedanken zu Politik, Gesellschaft und Kirche; NZN, Zürich 2003, ISBN 3-85827-143-8
- Pfeilspitzen: Aphorismen (mit Anke Maggauer-Kirsche); Wegwarte, Bolligen 2004, ISBN 3-9522671-8-X
- Franz von Assisi für Ungläubige (mit Monique Friedling-Binaepfel); Wegwarte, Bolligen 2005, ISBN 3-9522973-1-3
- Die Kapuziner: Ein franziskanischer Lebensentwurf, Arbeitsgemeinschaft Deutschsprachiger Kapuziner; 2007
- Sticheleien (mit Anke Maggauer-Kirsche); Wegwarte, Bolligen 2007, ISBN 978-3-9522973-7-7
- Licht am Kilimanjaro: Luzerner Missionspionierinnen in Tansania; Rex, Kriens 2009, ISBN 3-7252-0879-4
- Bagatellen (mit Anke Maggauer-Kirsche); Wegwarte, Bolligen 2010, ISBN 978-3-9523235-5-7
- Die Kapuziner auf dem Wesemlin, (mit Bruno Fäh, Adrian Müller), Reihe: Innerschweizer Schatztruhe, Luzern 2011

Als Ko-Autor:
- Aufbruch aus der Erstarrung: Konzilstexte vom Kirchenvolk neu kommentiert; Herausgeber Georg Kraus, Hans Peter Hurka, Erwin Koller, Paul Weitzer,  Lit, Münster 2015, ISBN 978-3-643-12802-7
- Trotz allem, ist die Schweiz gut und schön; Hrsg. Fernand Rausser, Wegwarte, Bolligen 2013, ISBN 978-3-9524088-0-3.
- Kirche – Faszination und Ärgernis, Wegwarte, Bolligen 2015, ISBN 978-3-952-40882-7

Englisch
- Light over Kilimanjaro. Lucerne's pioneering missionaries in Tanzania, (mit Maria Nicola Schmucki), Rex, Kriens 2012, ISBN 978-3-7252-0879-1

## Blog
Als einer der wenigen Priester der Schweiz führt Walter Ludin seit 2005 einen Blog. Darin veröffentlicht er laufend knappe, meist provokative Kommentare zum aktuellen Geschehen; kurze, kommentierte Zitate aus Büchern oder Vorträgen, die neuere theologische Erkenntnisse vermitteln und kirchenpolitisch nach Konsequenzen rufen; Anekdotisches, Amüsantes, Hintergründiges; prägnante Abschnitte aus seinen Predigten. Dabei beschränkt er sich nicht auf kirchliche oder theologische Themen.